# Болеслав Янушович
Болеслав Янушович (пол. Bolesław Januszowic; до 1386 — до 1426) — польський князь з династії Мазовецьких П'ястів, син варшавського і цехановського князя Януша Старшого і Данути Кейстутівни.

## Біографія
Був другим з синів Януша Варшавського. В молоді роки батько послав Болеслава в Краків, де він і жив при дворі польського короля Владислава Ягайла. У 1409—1411 роках брав участь у Великій війні проти Тевтонського ордену. У 1411 році брав участь у підписанні Торунського миру між Великим князівством Литовським і Королівством Польським з одного боку та Тевтонським орденом з іншого. З 1414 року за наказом батька командував мазовецькими полками у новій війні проти тевтонців. Після смерті свого старшого брата, Януша у 1422 році прийняв владу у Черському князівстві.
Був одружений з донькою ратненського князя Федора Ольгердовича, Анною. Від неї мав синів:
- Конрад (?—1427) — помер молодим
- Болеслав IV (бл. 1421—1454) — князь варшавський, черський і цехановський після смерті свого діда.
- Євфимія Мазовецька (?—бл. 1436) — з 1435 року дружина литовського князя Михайлушки Сигізмундовича.